# Пустиета (Њамц)
Пустиета (рум. Pustieta) насеље је у Румунији у округу Њамц у општини Оничени. Oпштина се налази на надморској висини од 189 m.

## Становништво
Према подацима из 2002. године у насељу је живело 265 становника, од којих су сви румунске националности.